# Ferma vedetelor (sezonul 1)
Ferma vedetelor (sezonul 1) este primul sezon al emisiunii de televiziune Ferma vedetelor. Acest sezon a debutat pe 9 martie 2015 și s-a încheiat pe 30 mai 2015.

## Format
12 concurenți sunt incluși de la începutul competiției, ca pe parcurs să li se mai alăture alți 4 concurenți. În fiecare săptămână un concurent este selectat pentru a fi fermierul săptămânii. În prima săptămână concurenții aleg fermierul, iar în celelalte săptămâni, fermierul este ales de către concurentul care este eliminat în săptămâna precedentă.

### Procesul de eliminări
Fermierul săptămânii nomilalizează doi concurenți (un bărbat și o femeie) ca fiind Servitori. Ceilalți trebuie să decidă, care dintre Servitori va merge la luptă, iar persoana aleasă trebuie să decidă a doua persoană cu care se va lupta (de același sex) și tipul de luptă. Câștigătorul trebuie să câștige 2 din 3 lupte, iar cel care pierde este eliminat din concurs.

## Concurenți
(vârsta concurenților este de pe vreamea difuzării emisiunii)
| Concurent         | Vârsta | Ocupație                             | Stare                               | Loc |
| ----------------- | ------ | ------------------------------------ | ----------------------------------- | --- |
| George Vintilă    | 44     | Actor și DJ                          | Câștigător (Săptămâna 12)           | 1   |
| Vica Blochina     | 39     | Balerină                             | Finalist (Săptămâna 12)             | 2   |
| Augustin Viziru   | 34     | Actor                                | Descalificat (Săptămâna 12)         | 3   |
| Dan Helciug       | 40     | Cântăreț și Prezentator              | Semifinalist (Săptămâna 12)         | 4   |
| Ionuț Iftimoaie   | 36     | Kickboxer                            | Eliminat prin voturi (Săptămâna 12) | 5   |
| Cristina Cioran   | 38     | Prezentatoare și Actriță             | Eliminată (Săptămâna 11)            | 6   |
| Gina Pistol       | 34     | Model                                | Eliminată (Săptămâna 10)            | 7   |
| Roxana Ionescu    | 29     | Prezentatoare                        | Eliminată (Săptămâna 9)             | 8   |
| Doinița Oancea    | 32     | Actriță                              | Eliminată (Săptămâna 8)             | 9   |
| Dima Trofim       | 26     | Actor și membru al trupei La La Band | Eliminat (Săptămâna 7)              | 10  |
| Corina Drăgulescu | 32     | Vedetă Reality TV                    | Eliminată (Săptămâna 5)             | 11  |
| Lucian Viziru     | 38     | Cântăreț                             | Eliminat (Săptămâna 4)              | 12  |
| Mioara Velicu     | 70     | Cântăreață de muzică populară        | A abandonat (Săptămâna 2)           | 13  |
| Ștefan Stan       | 37     | Cântăreț și Prezentator              | Eliminat (Săptămâna 2)              | 14  |
| Oana Radu         | 22     | Cântăreț                             | Eliminată (Săptămâna 1)             | 15  |
| Tudorel Filimon   | 61     | Actor                                | A abandonat (Săptămâna 1)           | 16  |

## Rezultatele săptămânii
| #                                                   | Săptămâna 1          | Săptămâna 2          | Săptămâna 3          | Săptămâna 4             | Săptămâna 5             | Săptămâna 6                   | Săptămâna 7          | Săptămâna 8          | Săptămâna 9          | Săptămâna 10         | Săptămâna 11         | Săptămâna 12                |
| --------------------------------------------------- | -------------------- | -------------------- | -------------------- | ----------------------- | ----------------------- | ----------------------------- | -------------------- | -------------------- | -------------------- | -------------------- | -------------------- | --------------------------- |
| Fermierul săptămânii                                | Mioara               | Dan                  | Vica                 | Cristina                | Doinița                 | Dima                          | Augustin             | George               | Gina                 | Ionuț                | Augustin             | Toți                        |
| Servitori (Nominalizați)                            | Oana Dima            | Augustin Doinița     | Roxana Lucian        | Lucian Corina           | Vica Dan                | Cristina Ionuț                | Dima Cristina        | Dan Cristina         | Augustin Vica        | George Gina          | Ionuț Vica           | -                           |
|                                                     |                      |                      |                      |                         |                         |                               |                      |                      |                      |                      |                      |                             |
| George                                              | A debutat (Ziua 44)  | A debutat (Ziua 44)  | A debutat (Ziua 44)  | A debutat (Ziua 44)     | A debutat (Ziua 44)     | A debutat (Ziua 44)           |                      | Fermierul săptămânii |                      | Servitor             |                      | Câștigător                  |
| Vica                                                |                      |                      | Fermierul săptămânii |                         | Duelistă                |                               |                      |                      | Duelistă             |                      | Duelistă             | Finalistă                   |
| Augustin                                            |                      | Duelist              |                      |                         |                         | Duelist                       | Fermierul săptămânii |                      | Servitor             |                      | Fermierul săptămânii | Descalificat                |
| Dan                                                 |                      | Fermierul săptămânii |                      | Duelist                 | Servitor                |                               |                      | Servitor             |                      |                      |                      | Semifinalist                |
| Ionuț                                               |                      |                      |                      |                         |                         | Duelist                       | Duelist              |                      |                      | Fermierul săptămânii | Servitor             | Eliminat prin vot (Ziua 81) |
| Cristina                                            |                      |                      | Duelistă             | Fermierul săptămânii    |                         | Servitor                      | Servitor             | Duelistă             |                      | Duelistă             | Eliminată (Ziua 75)  |                             |
| Gina                                                | A debutat (Ziua 44)  | A debutat (Ziua 44)  | A debutat (Ziua 44)  | A debutat (Ziua 44)     | A debutat (Ziua 44)     | A debutat (Ziua 44)           |                      |                      | Fermierul săptămânii | Eliminată (Ziua 68)  |                      |                             |
| Roxana                                              | A debutat (Ziua 15)  | A debutat (Ziua 15)  | Eliminată (Ziua 19)  | Se reîntoarce (Ziua 44) | Se reîntoarce (Ziua 44) | Se reîntoarce (Ziua 44)       |                      |                      | Eliminată (Ziua 61)  |                      |                      |                             |
| Doinița                                             |                      | Servitoare           |                      |                         | Fermierul Săptămânii    |                               |                      | Eliminată (Ziua 54)  |                      |                      |                      |                             |
| Dima                                                | Sevitor              |                      |                      |                         |                         | Fermierul săptămânii          | Eliminat (Ziua 47)   |                      |                      |                      |                      |                             |
| Corina                                              | Duelistă             |                      |                      | Servitoare              | Eliminată (Ziua 34)     |                               |                      |                      |                      |                      |                      |                             |
| Lucian                                              | A debutat (Ziua 15)  | A debutat (Ziua 15)  | Servitor             | Eliminat (Ziua 26)      |                         |                               |                      |                      |                      |                      |                      |                             |
| Mioara                                              | Fermierul săptămânii | A abandonat          |                      |                         |                         |                               |                      |                      |                      |                      |                      |                             |
| Ștefan                                              |                      | Eliminat (ZIua 12)   |                      |                         |                         |                               |                      |                      |                      |                      |                      |                             |
| Oana                                                | Eliminată (Ziua 5)   |                      |                      |                         |                         |                               |                      |                      |                      |                      |                      |                             |
| Tudorel                                             | A abandonat (Ziua 3) |                      |                      |                         |                         |                               |                      |                      |                      |                      |                      |                             |
|                                                     |                      |                      |                      |                         |                         |                               |                      |                      |                      |                      |                      |                             |
| Primul nominalizat (De către concurenți)            | Oana                 | Augustin             | Roxana               | Lucian                  | Vica                    | Ionuț                         | Dima                 | Cristina             | Vica                 | Gina                 | Vica                 | -                           |
| Al doilea nominalizat (De către primul nominalizat) | Corina               | Ștefan               | Cristina             | Dan                     | Corina                  | Augustin                      | Ionuț                | Doinița              | Roxana               | Cristina             | Cristina             | -                           |
| Eliminat                                            | Oana                 | Ștefan               | Roxana               | Lucian                  | Corina                  | Augustin (Nu a fost eliminat) | Dima                 | Doinița              | Roxana               | Gina                 | Cristina             | -                           |

## Mersul jocului
| Săptămâna | Fermierul săptămânii | Servitori        | Primul duelist | Al doilea duelist | Eliminat | Câștigător |
| --------- | -------------------- | ---------------- | -------------- | ----------------- | -------- | ---------- |
| 1         | Mioara               | TudorelOana Dima | Oana           | Corina            | Oana     | Corina     |
| 2         | Dan                  | Doinita Augustin | Augustin       | Stefan            | Ștefan   | Augustin   |
| 3         | Vica                 | Roxana Lucian    | Roxana         | Cristina          | Roxana   | Cristina   |
| 4         | Cristina             | Corina Lucian    | Lucian         | Dan               | Lucian   | Dan        |
| 5         | Doinița              | Vica Dan         | Vica           | Corina            | Corina   | Vica       |
| 6         | Dima                 | Cristina Ionuț   | Ionuț          | Augustin          | -        | Ionuț      |
| 7         | Augustin             | Dima Cristina    | Dima           | Ionuț             | Dima     | Ionuț      |
| 8         | George               | Dan Cristina     | Cristina       | Doinița           | Doinița  | Cristina   |
| 9         | Gina                 | Augustin Vica    | Vica           | Roxana            | Roxana   | Vica       |
| 10        | Ionuț                | George Gina      | Gina           | Cristina          | Gina     | Cristina   |
| 11        | Augustin             | Vica Ionuț       | Vica           | Cristina          | Cristina | Vica       |

Concurenții eliminați au votat pentru a elimina concurentul care a ocupat locul 5.
- Ionuț (8 voturi: Oana, Lucian, Corina, Dima, Doinița, Roxana, Gina, Cristina)
- Vica (3 voturi: Tudorel, Mioara, Ștefan)
- Augustin, Dan, George (0 voturi)

## Audiențe
Rating-ul oficial luat de la ARMA (Asociația Română pentru Măsurarea Audiențelor), organizația care se ocupă de măsurarea audiențelor și a rating-ul televiziunii în România.
| Episod | Data          | Ziua/Ora          | Spectatori (în milioane) | Rank (Noaptea) | Sursa  |  |
| ------ | ------------- | ----------------- | ------------------------ | -------------- | ------ |  |
| 1      | 9 March 2015  | Monday 8:30 pm    | 2.39                     | #1             | [ 1 ]  |  |
| 2      | 10 March 2015 | Tuesday 8:30 pm   | 2,20                     | #1             | [ 2 ]  |  |
| 3      | 11 March 2015 | Wednesday 8:30 pm | 2,00                     | #1             | [ 3 ]  |  |
| 4      | 12 March 2015 | Thursday 8:30 pm  | 2,10                     | #1             | [ 3 ]  |  |
| 5      | 14 March 2015 | Saturday 8:30 pm  | 1,9                      | #2             | [ 4 ]  |  |
| 6      | 16 March 2015 | Monday 8:30 pm    | 1,9                      | #2             | [ 5 ]  |  |
| 7      | 17 March 2015 | Tuesday 8:30 pm   | 1,9                      | #1             | [ 6 ]  |  |
| 8      | 18 March 2015 | Wednesday 8:30 pm | 1,9                      | #1             | [ 7 ]  |  |
| 9      | 19 March 2015 | Thursday 8:30 pm  | 2,1                      | #1             | [ 8 ]  |  |
| 10     | 21 March 2015 | Saturday 8:30 pm  | 1,1                      | #2             | [ 9 ]  |  |
| 11     | 23 March 2015 | Monday 8:30 pm    | 1,8                      | #2             | [ 10 ] |  |
| 12     | 24 March 2015 | Tuesday 8:30 pm   | 1,8                      | #2             | [ 11 ] |  |
| 13     | 25 March 2015 | Wednesday 8:30 pm |                          | #2             |        |  |
| 14     | 26 March 2015 | Thursday 8:30 pm  | 1,9                      | #2             | [ 12 ] |  |
| 15     | 28 March 2015 | Saturday 8:30 pm  | 1,3                      | #2             | [ 13 ] |  |
| 16     | 30 March 2015 | Monday 8:30 pm    | 1,9                      | #2             | [ 14 ] |  |
| 17     | 31 March 2015 | Tuesday 8:30 pm   | 1,7                      | #2             | [ 15 ] |  |
| 18     | 1 April 2015  | Wednesday 8:30 pm | 1,9                      | #2             | [ 16 ] |  |
| 19     | 2 April 2015  | Thursday 8:30 pm  | 1,8                      | #2             | [ 17 ] |  |
| 20     | 4 April 2015  | Saturday 8:30 pm  | 1,3                      | #2             | [ 18 ] |  |
| 21     | 6 April 2015  | Monday 8:30 pm    | 2,1                      | #2             | [ 19 ] |  |
| 22     | 7 April 2015  | Tuesday 8:30 pm   | 1,8                      | #2             | [ 20 ] |  |
| 23     | 8 April 2015  | Wednesday 8:30 pm | 1,8                      | #2             | [ 21 ] |  |
| 24     | 9 April 2015  | Thursday 8:30 pm  | 1,7                      | #2             | [ 22 ] |  |
| 25     | 11 April 2015 | Saturday 8:30 pm  | 1,8                      | #2             | [ 23 ] |  |
| 26     | 13 April 2015 | Monday 8:30 pm    | 1,8                      | #2             | [ 24 ] |  |